# 2 Centrum Koordynacji Operacji Powietrznych

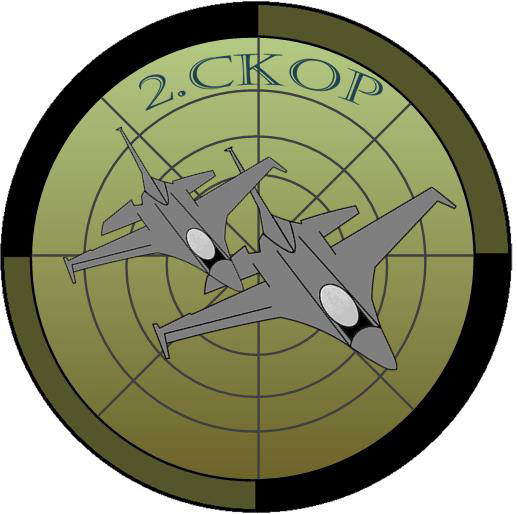
Oznaka rozpoznawcza na mundur polowy.

2. Centrum Koordynacji Operacji Powietrznych (2 CKOP) – powstało w 2002 w Krakowie jako jednostka wojskowa wchodzącą w skład podsystemu dowodzenia operacyjnego Wojsk Lotniczych i Obrony Powietrznej. Przeznaczona jest do realizacji zadań w zakresie współdziałania pomiędzy Wojskami Lądowymi a Siłami Powietrznymi. 2 CKOP podporządkowane jest bezpośrednio dowódcy Centrum Operacji Powietrznych – Dowództwo Komponentu Powietrznego i rozwinięte przy Centrum Operacji Lądowych - Dowództwo Komponentu Lądowego. 2 CKOP ma następujące zadania:
- prowadzenia połączonego planowania, koordynowania i dowodzenia wysiłkiem lotnictwa wydzielonego do wsparcia Wojsk Lądowych na obszarze odpowiedzialności komponentu lądowego;
- uczestniczenie w szkoleniu operacyjno-taktycznym i taktycznym organizowanym przez dowódcę COP-DKP oraz dowódcę COL-DKL;
- uczestniczenie w ćwiczeniach i treningach w układzie narodowym i sojuszniczym.

## Udział w ćwiczeniach

### 2002
- CANNON CLOUD 2002

### 2006
- BESKIDY-06
- ANAKONDA-06
- STOKROTKA-06

### 2007
- BAGRAM I
- BAGRAM II
- KWIECIEŃ-07
- ORZEŁ-07
- STOKROTKA-07
- BESKIDY-07

### 2008

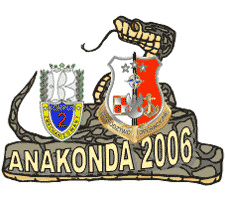
Znak graficzny ćwiczenia ANAKONDA-06

- BAGRAM III

- ANAKONDA-08
- BÓBR-08
- GRANICA-08

## Szefowie
- do 30 czerwca 2004 – ppłk dypl. nawig. Jerzy Letki

### Dowódcy
- od 1 lipca 2004 do 7 maja 2010– ppłk dypl. nawig. Jerzy Letki
- od 14 czerwca 2010 - ppłk dypl. Michał Filipiak